# Feel the Beat
Pour le film de 2020, voir Feel the Beat (film).
Singles de Darude
Sandstorm
(1999) Out of Control (Back for More)
(2001)
Feel the Beat est un single du producteur et disc jockey finlandais Darude. Similaire à Sandstorm, le premier single de l'artiste, il rencontre le succès en Europe, en Australie, au Canada et dans le Hot Dance Club Play américain.

## Composition
Musicalement, Feel the Beat est un morceau de trance qui possèdent des sonorités similaires à Sandstorm. Il démarre plutôt lentement, sur de « fines » nappes de synthétiseurs accompagnées d'une voix féminine, puis bascule très vite sur un rythme beaucoup plus rapide et soutenu. Celui-ci s'accompagne d'un motif 1-2-3 pause 1-2-3 pause 1-2-3 pause particulièrement rapide.

## Succès commercial
Feel the Beat est publié en single le 1er mars 2000 en tant que second single de Darude,. Il rencontre d'abord le succès dans les pays nordiques, notamment en Finlande où il est classé no 1 pendant deux semaines et se vend à 8 703 exemplaires,,. Il atteint également la 18e place des classements norvégiens et suédois,. Le single est ensuite publié au Royaume-Uni le 6 novembre 2000. La semaine du 19 au 25 novembre 2000, Feel the Beat atteint la 5e place du UK Singles Chart. Darude devient alors le premier artiste finlandais à placer deux singles dans le top 5 du classement. La même semaine, il atteint la 2e place du UK Dance Chart, ainsi que la 1re place du UK Indie Chart et des classements singles écossais,,.
Feel the Beat sort en Allemagne le 20 novembre 2000 et atteint la 18e place des classements singles du pays,. Ailleurs en Europe, il est classé 10e en Irlande et 12e dans les classements flamands en Belgique,. Aux Pays-Bas, il se hisse à la 19e place du Single Top 100 et à la 24e place du Nederlandse Top 40,. Le single est aussi classé 25e en France et 34e en Suisse,.
Sur le continent américain, Feel the Beat atteint la 7e place des classements singles canadiens en février 2001. Aux États-Unis, il se hisse à la 5e place du Hot Dance Club Play et reste un total de 26 semaines non consécutives dans le classement. En Australie, le single est classé à la 1re place des classements dance et à la 20e place des classements singles,. Au cours de l'année 2001, il est certifié disque d'or par l'Australian Recording Industry Association (ARIA) pour s'être écoulé à au moins 35 000 copies,.

## Accueil critique
Antti J. Ravelin du site AllMusic trouve Feel the Beat « très séduisant et rythmé ». Chloe Sasson, journaliste pour le Sydney Morning Herald, décrit le titre « tout aussi accrocheur » que Sandstorm et affirme qu'il lui évite le « statut inévitable de one-hit wonder ».
Daniel Incognito de Sputnikmusic rapproche Feel the Beat de Sandstorm et écrit : « Dans l'ensemble, l'effet est une fois de plus très addictif, jouant sur le manque de vitesse effrénée dans la musique mainstream, tout en gardant de délicieux sons joués au synthétiseur. » Il délivre cependant une critique bien plus négative pour le remix de Jaakko Salovaara, selon lui « sans aucune originalité » et « clairement inutile ». Il note néanmoins un moment intéressant à la 4e minute du remix, où un échantillon d'une voix masculine apparaît par-dessus l'arpège des synthétiseurs.
Le musicien britannique Chicane accuse Darude de sortir un « second single édulcoré ».

## Clip
Le clip de Feel the Beat a été dirigé par Juuso Syrjä, qui avait auparavant dirigé celui de Sandstorm. En Europe, il est diffusé pour la première fois sur MTV en septembre 2000.

## Apparitions
Un remix de Feel the Beat peut être entendu dans le premier épisode de la deuxième saison de Queer as Folk.

## Crédits
- Écriture, production et mixage : JS16
  - Lieu de production et mixage : JS16 Studios
- Arrangement : Ville Virtanen, Jaakko Salovaara
- Artwork : Sampo Hänninen
- Mastering : Pauli Saastamoinen à Finnvox

Crédits adaptés du site officiel de Darude.

## Pistes
| 1. | Feel the Beat (Radio Version)      | 4:18 |
| 2. | Feel the Beat (Original Mix)       | 8:36 |
| 3. | Feel the Beat (JS 16 Dark Mix)     | 7:06 |
| 4. | Feel the Beat (Soundfreak Remix)   | 5:35 |
| 5. | Feel the Beat (Missing Link Remix) | 4:54 |

| 1. | Feel the Beat (Radio Edit)     | 4:18 |
| 2. | Feel the Beat (Original Mix)   | 8:36 |
| 3. | Feel the Beat (JS 16 Dark Mix) | 7:06 |

| 1. | Feel the Beat (Radio Version) | 4:18 |
| 2. | Feel the Beat (Original Mix)  | 8:36 |

| Classement (2000–01)                           | Meilleure position |
| ---------------------------------------------- | ------------------ |
| Allemagne (Media Control AG)                   | 18                 |
| Australie (ARIA)                               | 20                 |
| Australie (Dance Singles Chart)                | 1                  |
| Autriche (Ö3 Austria Top 40)                   | 24                 |
| Belgique (Flandre Ultratop 50 Singles)         | 12                 |
| Belgique (Flandre Ultratop 50 Dance)           | 12                 |
| Belgique (Wallonie Ultratip Bubbling Under 50) | 2                  |
| Belgique (Wallonie Ultratop 50 Dance)          | 12                 |
| Canada (Soundscan)                             | 7                  |
| Écosse (OCC)                                   | 3                  |
| États-Unis (Hot Dance Club Play),              | 5                  |
| Finlande (Suomen virallinen lista)             | 1                  |
| France (SNEP)                                  | 25                 |
| Irlande (IRMA)                                 | 10                 |
| Norvège (VG-lista)                             | 18                 |
| Pays-Bas (Nederlandse Top 40)                  | 24                 |
| Pays-Bas (Single Top 100)                      | 19                 |
| Royaume-Uni (UK Dance Chart)                   | 2                  |
| Royaume-Uni (UK Indie Chart)                   | 1                  |
| Royaume-Uni (UK Singles Chart)                 | 5                  |
| Suède (Sverigetopplistan)                      | 18                 |
| Suisse (Schweizer Hitparade)                   | 34                 |

| Pays             | Certification | Ventes certifiées |
| ---------------- | ------------- | ----------------- |
| Australie (ARIA) | Or            | 35 000            |